# 塔拉勒·哈吉
塔拉勒·哈吉（英語：Talal Abubakr Abdullah Haji，阿拉伯语：‎，2007年9月16日—）是沙特阿拉伯的职业足球运动员，司职前锋。现效力于沙特阿拉伯职业足球联赛的伊蒂哈德，也代表沙特阿拉伯国家足球队。